# Cambarus
Cambarus là một chi tôm nước ngọt Bắc Mỹ. Con trưởng thành có kích thước khoảng từ 5 xentimét (2 in) đến 15 cm (6 in).

## Các loài
Chi Cambarus bao gồm hơn 100 loài được xếp vào 12 phân chi, nhiều loài trong số này được xếp vào sách Đỏ:
Phân chi Aviticambarus Hobbs, 1969
- Cambarus hamulatus (Cope, 1881)
- Cambarus jonesi Hobbs & Barr, 1960  – Alabama cave crayfish
- Cambarus laconensis Buhay & Crandall, 2009 [6]  - Lacon Exit Cave Crayfish
- Cambarus pecki (Hobbs, 1967) [6]
- Cambarus speleocoopi Buhay & Crandall, 2009 [6]  - Sweet Home Alabama Crayfish
- Cambarus veitchorum J. E. Cooper & M. R. Cooper, 1997  – White Spring cave crayfish

Phân chi Cambarus Erichson, 1846
- Cambarus angularis Hobbs & R. W. Bouchard, 1994
- Cambarus bartonii (Fabricius, 1798)  – Appalachian Brook Crayfish
- Cambarus carinirostris  Hay, 1914  – Rock Crayfish
- Cambarus davidi J. E. Cooper, 2000  – Carolina Ladle Crayfish
- Cambarus eeseeohensis Thoma, 2005
- Cambarus howardi Hobbs & Hall, 1969  – Chattahoochee Crayfish
- Cambarus lenati J. E. Cooper, 2000  – Broad River Crayfish
- Cambarus ortmanni Williamson, 1907  – Ortmann mudbug
- Cambarus sciotensis Rhoades, 1944  – Teays River crayfish
- Cambarus hatfeildi Z. J. Loughman, 2013

Phân chi Depressicambarus Hobbs, 1969
- Cambarus catagius Hobbs & Perkins, 1967  – Greensboro Burrowing Crayfish
- Cambarus cymatilis Hobbs, 1970
- Cambarus deweesae R. W. Bouchard & Etnier, 1979  – Valley Flame Crayfish
- Cambarus doughertyensis Cooper & Skelton, 2003  - Dougherty Burrowing Crayfish
- Cambarus englishi Hobbs & Hall, 1972
- Cambarus graysoni Faxon, 1914  – Two-spot Crayfish
- Cambarus halli Hobbs, 1968
- Cambarus harti Hobbs, 1981  – Piedmont Blue Burrower
- Cambarus latimanus (Le Conte, 1856)
- Cambarus obstipus Hall, 1959
- Cambarus pyronotus R. W. Bouchard, 1978  – fireback crayfish
- Cambarus reduncus Hobbs, 1956
- Cambarus reflexus Hobbs, 1981
- Cambarus sphenoides Hobbs, 1968
- Cambarus striatus Hay, 1902  – Hay Crayfish
- Cambarus strigosus Hobbs, 1981
- Cambarus truncatus Hobbs, 1981  – Oconee Burrowing Crayfish

Phân chi Erebicambarus Hobbs, 1969
- Cambarus hubbsi Creaser, 1931
- Cambarus hubrichti Hobbs, 1952  – Salem cave crayfish
- Cambarus maculatus Hobbs & Pflieger, 1988  – freckled crayfish
- Cambarus ornatus Rhoades, 1944
- Cambarus rusticiformis Rhoades, 1944  – Depression crayfish
- Cambarus tenebrosus Hay, 1902  – cavespring crayfish

Phân chi Exilicambarus Bouchard & Hobbs, 1976
- Cambarus cracens R. W. Bouchard & Hobbs, 1976

Phân chi Glareocola Bouchard & Bouchard, 1995
- Cambarus brachydactylus Hobbs, 1953
- Cambarus friaufi Hobbs, 1953  – hairy crayfish
- Cambarus williami R. W. Bouchard & J. W. Bouchard, 1995  – Brawleys Fork crayfish

Phân chi Hiaticambarus Hobbs, 1969
- Cambarus chasmodactylus James, 1966  – New River crayfish
- Cambarus coosawattae Hobbs, 1981  – Coosawattae crayfish
- Cambarus elkensis Jezerinac & Stocker, 1993  – Elk River crayfish
- Cambarus fasciatus Hobbs, 1981  – Etowah crayfish
- Cambarus girardianus Faxon, 1884
- Cambarus longirostris Faxon, 1885
- Cambarus longulus Girard, 1852
- Cambarus manningi Hobbs, 1981
- Cambarus speciosus Hobbs, 1981

Phân chi Jugicambarus Hobbs, 1969
- Cambarus aculabrum Hobbs & Brown, 1987  – Benton County cave crayfish, cave crayfish
- Cambarus asperimanus Faxon, 1914
- Cambarus batchi Schuster, 1973  – bluegrass crayfish
- Cambarus bouchardi Hobbs, 1970  – Big South Fork crayfish
- Cambarus carolinus (Erichson, 1846)
- Cambarus causeyi Reimer, 1966
- Cambarus clivosus Taylor, Soucek & Organ, 2006
- Cambarus conasaugaensis Hobbs & Hobbs III, 1962
- Cambarus crinipes R. W. Bouchard, 1973
- Cambarus cryptodytes Hobbs, 1941  – Dougherty Plain cave crayfish
- Cambarus distans Rhoades, 1944  – boxclaw crawfish
- Cambarus dubius Faxon, 1884  – upland burrowing crayfish
- Cambarus gentryi Hobbs, 1970
- Cambarus jezerinaci Thoma, 2000
- Cambarus loughmani Foltz II et al., 2018 - Blue Teays mudbug
- Cambarus monongalensis Ortmann, 1905
- Cambarus nodosus R. W. Bouchard & Hobbs, 1976
- Cambarus obeyensis Hobbs & Shoup, 1947  – Obey crayfish
- Cambarus parvoculus Hobbs & Shoup, 1947  – mountain midget crayfish
- Cambarus setosus Faxon, 1889  – bristly cave crayfish
- Cambarus subterraneus Hobbs III, 1993  – Delaware County cave crayfish
- Cambarus tartarus Hobbs & M. R. Cooper, 1972  – Oklahoma cave crayfish
- Cambarus tuckasegee Cooper & Schofield, 2002
- Cambarus unestami Hobbs & Hall, 1969
- Cambarus zophonastes Hobbs & Bedinger, 1964  – cave crayfish, Hell Creek cave crayfish

Phân chi Lacunicambarus Hobbs, 1969
- Cambarus diogenes Girard, 1852  – devil crawfish, devil crayfish
- Cambarus ludovicianus Faxon, 1884  – painted devil crayfish
- Cambarus miltus Fitzpatrick, 1978  – rusty grave digger

Phân chi Puncticambarus Hobbs, 1969
- Cambarus acuminatus Faxon, 1884
- Cambarus brimleyorum Cooper, 2006
- Cambarus buntingi R. W. Bouchard, 1973  – Bunting crayfish
- Cambarus callainus Thoma, Loughman & Fetzner, 2014 [7]
- Cambarus chaugaensis Prins & Hobbs, 1972  – Chauga crayfish
- Cambarus coosae Hobbs, 1981
- Cambarus cumberlandensis Hobbs & R. W. Bouchard, 1973  – Cumberland crayfish
- Cambarus extraneus Hagen, 1870  – Chickamauga crayfish
- Cambarus georgiae Hobbs, 1981  – Little Tennessee crayfish
- Cambarus hiwasseensis Hobbs, 1981  – Hiwassee crayfish
- Cambarus hobbsorum J. E. Cooper, 2001  – Rocky River crayfish
- Cambarus hystricosus Cooper & Cooper, 2003
- Cambarus johni Cooper, 2006
- Cambarus nerterius Hobbs, 1964  – Greenbrier cave crayfish
- Cambarus parrishi Hobbs, 1981  – Hiwassee headwater crayfish
- Cambarus reburrus Prins, 1968  – French Broad crayfish
- Cambarus robustus Girard, 1852  – big water crayfish
- Cambarus scotti Hobbs, 1981  – Chattooga crayfish
- Cambarus smilax Loughman, Simon, and Welch, 2011  – Greenbrier crayfish
- Cambarus spicatus Hobbs, 1956
- Cambarus veteranus Faxon, 1914  – Big Sandy crayfish

Phân chi Tubericambarus Jezerinac, 1993
- Cambarus acanthura Hobbs, 1981
- Cambarus polychromatus Thoma, Jezerinac & Simon, 2005
- Cambarus thomai Jezerinac, 1993  – little brown mudbug

Phân chi Veticambarus Hobbs, 1969
- Cambarus pristinus Hobbs, 1965  – pristine crayfish